# Avarskoe Kojsu
L'Avarskoe Kojsu (in russo Аварское Койсу?; nell'alto corso Джурмут, Džurmut; in lingua avara: Ава́р гӏор) è un fiume della Russia europea meridionale (Daghestan), ramo sorgentifero di destra del Sulak.

## Descrizione
Il fiume nasce dal monte Guton nella principale catena montuosa  del Caucaso (Главный Кавказский хребет) quella che divide il Caucaso in due parti: Caucaso settentrionale e Caucaso meridionale. Scorre principalmente in direzione nord-est e si fonde con il fiume Andijskoe Kojsu, 6 chilometri a est del villaggio di Čirkata, formando il fiume Sulak. La lunghezza del fiume è di 178 km. L'area del suo bacino è di 7 660 km². Una parte significativa del bacino idrografico si trova al di sopra dei 1 500 metri sul livello del mare, di cui il 10% al di sopra dei 3 000 metri. Il suo maggior affluente è il Karakojsu (lungo 93 km) proveniente dalla destra idrografica.